# 楊曜
楊 曜（よう よう、ヤン ヤオ、1966年〈民国55年〉12月6日 - ）は、中華民国（台湾）の政治家。民主進歩党所属の立法委員。

## 経歴
2001年の第5回立法委員選挙では澎湖県選挙区から出馬したが、落選した。
2005年の澎湖県議員選挙に出馬し初当選。その後再選され2期務めた。
2012年の第8回立法委員選挙では、澎湖県選挙区から出馬し、初当選。2016年の第9回立法委員選挙、2020年の第10回立法委員選挙でも50%以上の得票率で再選された。
2022年6月、澎湖県長選挙に蔡英文総統から推薦され、出馬する意向を表明していたが、体調に懸念があるとして辞退した。
2024年の第11回立法委員選挙では、国民党候補を破り、再選に成功した。

## 選挙記録
| 年度 | 選挙                 | 選挙区       | 所属政党   | 得票数 | 得票率 | 当選 | 注釈 |
| ---- | -------------------- | ------------ | ---------- | ------ | ------ | ---- | ---- |
| 2001 | 第5回立法委員選挙    | 澎湖県選挙区 | 民主進歩党 | 11,617 | 29.03% |      |      |
| 2005 | 第16回澎湖県議員選挙 | 第一選挙区   | 民主進歩党 | 2,074  | 7.04%  |      |      |
| 2009 | 第17回澎湖県議員選挙 | 第一選挙区   | 民主進歩党 | 2,420  | 8.54%  |      |      |
| 2012 | 第8回立法委員選挙    | 澎湖県選挙区 | 民主進歩党 | 23,823 | 53.43% |      |      |
| 2016 | 第9回立法委員選挙    | 澎湖県選挙区 | 民主進歩党 | 23,107 | 55.40% |      |      |
| 2020 | 第10回立法委員選挙   | 澎湖県選挙区 | 民主進歩党 | 26,737 | 53.77% |      |      |
| 2024 | 第11回立法委員選挙   | 澎湖県選挙区 | 民主進歩党 | 24,669 | 50.95% |      |      |